# Under Pressure (film)
Pour les articles homonymes, voir Under Pressure.
Pour plus de détails, voir Fiche technique et Distribution.
Under Pressure ou Le Bluffeur au Québec (Mississippi Grind) est un film américain coécrit et coréalisé par Anna Boden et Ryan Fleck, sorti en 2015.

## Synopsis
Malchanceux et fauché, Gerry s'associe avec un joueur charismatique de poker plus jeune, Curtis, afin de retrouver enfin la chance. Les deux hommes se lancent alors dans un voyage vers les routes du Sud des États-Unis avec des visions de lointaines victoires passées.

## Fiche technique
- Titre original : Mississippi Grind[1]
- Titre français : Under Pressure
- Titre québécois : Le Bluffeur
- Réalisation et scénario : Anna Boden et Ryan Fleck
- Direction artistique : James A. Gelarden
- Décors : Selina van den Brink ; Jade Healy (directrice de plateau)
- Costumes : Abby O'Sullivan
- Photographie : Andrij Parekh (en)
- Montage :
- Musique : Scott Bomar (en)
- Casting : Tracy Kilpatrick et Cindy Tolan
- Production : Lynette Howell, Ben Nearn, Jamie Patricof (en) et Tom Rice ; Katie McNeill (coproducteur) ; Randall Emmett, John Lesher et Jeremy Kipp Walker (production exécutive)
- Sociétés de production : Sycamore Pictures (en), Electric City Entertainment, Gowanus Projections et Story Ink
- Sociétés de distribution : Ascot Elite Entertainment Group (Suisse), Videoville Showtime (en) (Canada)
- Pays d'origine :  États-Unis
- Langue originale : anglais
- Format : couleur - 35 mm - 2,35:1 - son Dolby Digital
- Genre : drame
- Durée : 108 minutes
- Dates de sortie[2],[3] :
  - États-Unis : 13 août 2015 (Internet) ; 25 septembre 2015 (sortie limitée)
  - France : 5 septembre 2016 (sortie unique au Festival du cinéma américain de Deauville) ; 12 octobre 2016 (sorti directement en DVD)

 Sauf indication contraire, les informations mentionnées dans cette section peuvent être confirmées par la base de données cinématographiques IMDb,  présente dans la section « Liens externes ».

## Distribution
- Ryan Reynolds (VF : Christophe Seugnet ; VQ : François Godin) : Curtis[4]
- Ben Mendelsohn (VF : Yann Pichon ; VQ : Pierre Auger) : Gerry[4]
- Sienna Miller (VQ : Catherine Proulx-Lemay) : Simone[4]
- Analeigh Tipton (VF : Nayéli Forest) : Vanessa[4]
- Alfre Woodard (VQ : Claudine Chatel) : Sam
- Jayson Warner Smith : Clifford
- Robin Weigert : Dorothy
- Marshall Chapman : Cherry Vonn
- Jane McNeill : « Bloody Mary » Kate
- Indigo : Dora
- James Toback : Tony Roundtree
- Stephanie Honoré (en) : Denise
- Jason Davis : Dennis
- Thomas Francis Murphy (de) : Pete
- Lauren Gros : Alice
- Yvonne Landry : Louise
- Jason Shaffette : Chuck

| Version Française - Direction Artistique : Jay Walker - Adaptation : Jennifer Grossi | - Version québécoise - Direction Artistique : Manuel Tadros - Adaptation : Manuel Tadros |

## Production

### Attribution des rôles
En janvier 2013, Jake Gyllenhaal et Ben Mendelsohn sont choisis pour jouer les premiers rôles masculins du film.
En juin 2013, à la suite du départ de Jake Gyllenhaal, lié à une incompatibilité d'emploi du temps, Ryan Reynolds est choisi pour le remplacer dans le rôle principal du film.
En novembre 2013, Sienna Miller est choisi pour interpréter le premier rôle féminin du film.
En janvier 2014, Analeigh Tipton et Alfre Woodard obtiennent les deux autres rôles féminins principaux.

### Tournage
Le tournage s'est effectué du 19 janvier 2014 au 6 mars 2014 à Mobile (Alabama) puis à La Nouvelle-Orléans et à Bâton-Rouge, en Louisiane (États-Unis).

### Sortie
Aux États-Unis, le film est sorti le 24 janvier 2015 lors du festival du film de Sundance 2015.

## Distinctions

### Nominations et sélections
- Festival du film de Sundance 2015 : sélection Premières